# Климатические факторы в виноградарстве
Климатические факторы, как и в других отраслях растениеводства, в винградарстве чрезвычайно важны. Основными климатическими факторами являются температура, влажность воздуха, освещенность. Играют роль свойства почвы, вытекающие из климата. Также важны погодные явления — ветер, туманы, заморозки, снежный покров и др. Так как эти факторы оказывают совместное действие на рост и развитие виноградного растения, роль и значение каждого из них в отдельности могут быть определены.
Часть факторов являются более важными. Среди основных можно отметить факторы температуры, влажности и света.
Погодные явления имеют второстепенное значение.

## Температура
Температура природной среды, амплитуда её колебаний критически влияет на ареал возделывания винограда — она определяет ареал возделывания этой культуры. Поскольку виноград принадлежит к растениям умеренно теплого климата, жаркое лето и относительно теплая зима при прочих благоприятных условиях увеличивают шанс на высокий урожай и положительно влияют на его качество. Существенное значение для виноградной лозы имеет сумма активных температур. Среднесуточная температуре 19—20°С обеспечивает лучшую ассимиляцию диоксида углерода листьям, максимальное накопление сахара в ягодах, уменьшает кислотность виноградного сока. Оптимальнымии являются температуры (28—32°С) в фазе созревания. При хорошей инсоляции и не особенно большой влажности такие температуры благоприятствуют тому, что в ягодах винограда накапливаются красящие и ароматические вещества. Вина при этом получаются с относительно высокой спиртуозностью и экстрактивностью.
Для южных районов виноградарства обычно характерны вина более полные, ароматичные, тяжелые; для северных районов — более легкие, слабоокрашенные и слабоароматичные.
Но среднесуточная температурa свыше 35°С неблагоприятна для обмена веществ винограда, поскольку она уменьшает ассимиляцию диоксида углеродарастением. От этого созревание ягод задерживается их сахаристость падает, а кислотность их сока растёт.
При ещё более высокой среднесуточной температуре выше — 41—42°С и слабой транспирации виноградарь рискует тем, что листья получат ожоги, кожица ягод морщится; если это происходит в дождливую погоду, то на гроздях способна развиться серая гниль.

## Влажность
Влажность в комплексе с температурой в наибольшой степени влияет на то, как проходит вегетация виноградного растения и на качество урожая.
Значение гидротермического коэффициента (ГТК) за период май—июль используют при культивировании винограда как показатель влагообеспеченности растения служит.
По изолинии ГТК 0,5 проводится условная граница между орошаемой и неорошаемой зонами виноградарства.

## Освещение
Критическим для винограда является и уровень освещённости. Виноград — светолюбив. Качество и технологических свойства его урожая в большой степени определяются продолжительностью, интенсивностью и спектральными характеристиками освещенности.
При этом, ультрафиолетовая часть спектра влияет на рост, плодоношение, количество гроздей, окраску ягод, биохимическое свойство их сока, а красно-желтая часть спектра определяет интенсивность фотосинтеза.
Солнечный свет стимулирует ягоды винограда накапливать красящие вещества. При достаточном солнечном освещении лоза вырабатывает больше углеводов. Этообеспечивает более высокую сахаристость ягод, уменьшает их кислотность и усиливает аромат и окраску.
Кожица ягод на интенсивном свету утолщается. Винограда белых сортов при этом может окраситься в темно-желтый, розовый или бурый цвет.

## Погодные явления
Серьёзно влияют на урожай и разнообразные погодные явления — ветер, заморозки, град, снег и прочие. Так, влажный ветер с моря способствует лучшему наливу ягод в фазе созревания, сухой континентальный — повышает сахаристость. В то же время при повышенной влажности, ветра могут переносить грибковые споры, которые способствуют распространению болезней. Легкий ветер в период активной вегетации благоприятно влияют на аэрацию листьев, перенос пыльцы.
Неблагоприятны для качества винограда заморозки, в особенности — в фазе созревания ягод. Заморозки задерживают созревание и мешают накоплению сахар. Подмороженные ягоды, меняют свой цвет на красно-бурый, становятся мягкими и приобретают неприятный, специфический привкус. Весьма опасен для урожая винограда град. Глубоко поврежденые градом недозрелые ягоды останавливают развитие, засыхают; вино из них, зачастую, приобретает неприятную терпкость, горечь и специфический привкус.